# San Marino en los Juegos Olímpicos de Pyeongchang 2018
San Marino estuvo representado en los Juegos Olímpicos de Pyeongchang 2018 por un deportista masculino que compitió en esquí alpino.
El portador de la bandera en la ceremonia de apertura fue el esquiador alpino Alessandro Mariotti. El equipo olímpico sanmarinense no obtuvo ninguna medalla en estos Juegos.